# 1570
1570 (MDLXX) byl rok, který dle juliánského kalendáře započal nedělí.

## Události

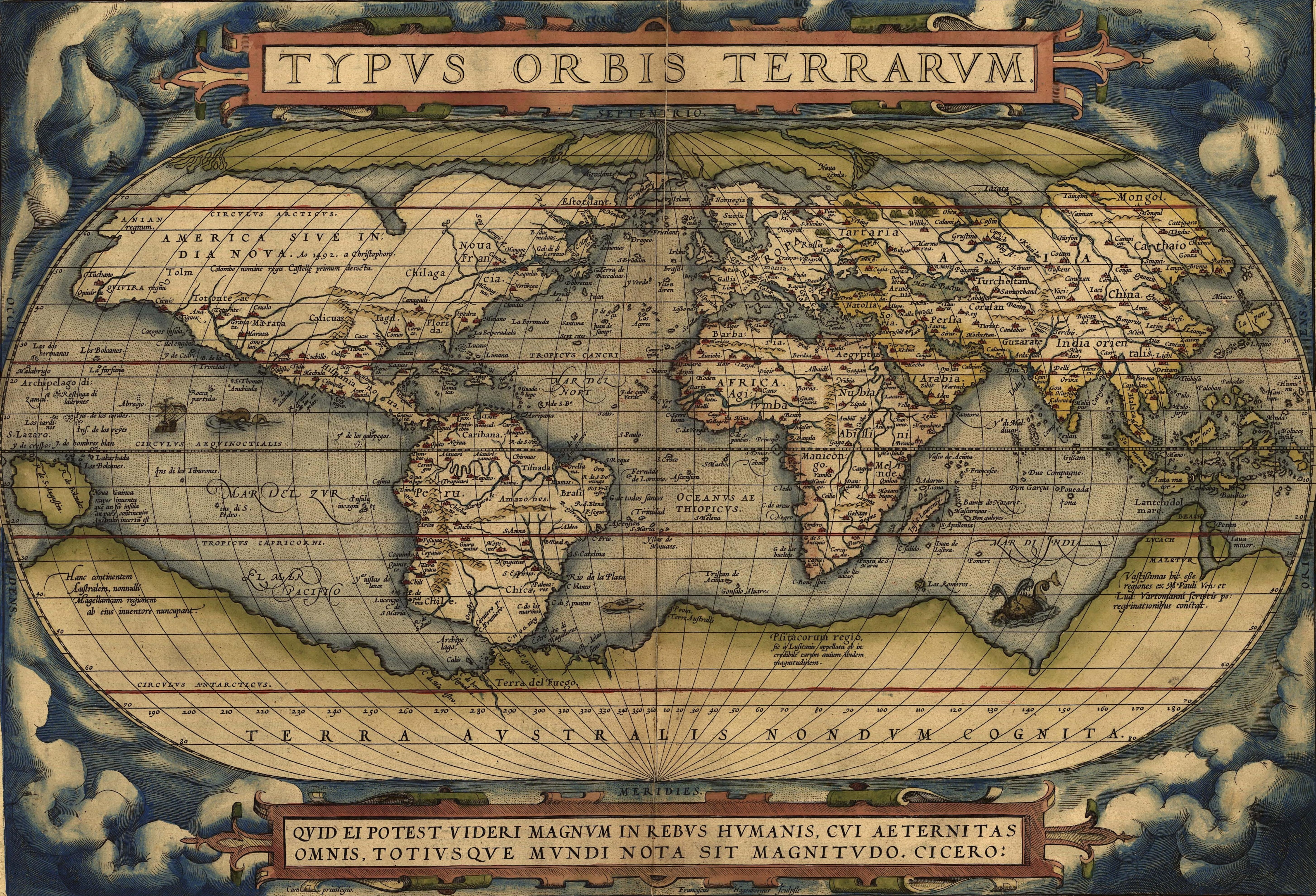
Svět podle Orteliova atlasu.

- někdy kolem tohoto roku zakládají Portugalci třtinové plantáže v Brazílii.
- v Čechách byla pozorována silná polární záře (dřevoryt výjevu 12. 1. 1570 nad Kutnou Horou)
- 20. květen – První vydání Orteliova Theatrum Orbis Terrarum, prvního moderního atlasu. Od této doby se datuje éra tzv. Velkých atlasů.
- 30. července (28. den 6. měsíce éry Genki) – Bitva u Anegawy: Spojenecké síly Nobunaga Ody a Iejasu Tokugawy porazí spojené síly klanů Azai a Asakura.[1]

### Probíhající události
- 1558–1583 – Livonská válka
- 1562–1598 – Hugenotské války
- 1563–1570 – Severská sedmiletá válka
- 1568–1648 – Osmdesátiletá válka
- 1568–1648 – Nizozemská revoluce

## Narození
Česko
- 22. srpna – František z Ditrichštejna, kardinál a biskup olomoucký, první rádce čtyř císařů a gubernátor Moravy († 19. září 1636)
- ? – Václav Berka z Dubé, český šlechtic († 1608)
- ? – Filip Fabricius, písař vyhozený z okna pražského hradu († ? 1631)

Svět
- 13. dubna – Guy Fawkes, anglický voják a katolický terorista († 31. ledna 1606)
- 4. května – Girolamo Rainaldi, italský architekt období manýrismu († 15. července 1655)
- 12. září – Henry Hudson, anglický mořeplavec († 1611)
- 4. října– Péter Pázmány, ostřihomský biskup, kardinál, zakladatel univerzity v Trnavě († 19. března 1637)
- ? – Gabriella d'Estrées, milenka, důvěrnice a snoubenka francouzského krále Jindřicha IV. († 10. dubna 1599)
- ? – Giorgi Saakadze, gruzínský politik a vojevůdce († 3. října 1629)
- ? – Karel z Harrachu, říšský hrabě, poradce císaře Ferdinanda II. Štýrského († 25. května 1628)
- ? – Eliáš Lányi, slovenský církevní hodnostář a spisovatel († 5. listopadu 1618)
- ? – John Smyth, anglický baptistický kazatel († 28. srpna 1612)
- ? – Jakub Baševi z Treuenburka, finančník a obchodník († 2. května 1634)
- ? – Basilio Ponce de León, španělský teolog a spisovatel († 28. srpna 1629)
- ? – Hans Lippershey, nizozemský brusič skla, vynálezce dalekohledu († 29. září 1619)
- ? – Kara Davud Paša, osmanský velkovezír v roce 1622 († 18. ledna 1623)
- ? – Ayşe Sultan, osmanská princezna a dcera sultána Murada III. († 15. května 1605)

## Úmrtí
Česko
- 12. dubna – Jan mladší Popel z Lobkovic, nejvyšší komorník Království českého (* 8. listopadu 1510)

Svět
- 19. ledna – Paris Bordone, italský malíř (* 5. července 1500)
- 20. října – João de Barros, portugalský historik a zeměpisec (* 1496)
- 27. listopadu – Jacopo Sansovino, italský sochař a architekt (* 2. července 1486)
- ? – Diego Ortiz, španělský hudební skladatel (* 1510)
- ? – Francesco Primaticcio, italský malíř, štukatér a architekt (* 30. dubna 1504)
- ? – Juan Bermúdez, španělský mořeplavec (* 1480)
- ? – Raziye Sultan, osmanská princezna, dcera sultána Suleymana I. (* 1525)

## Hlavy států
Jižní Evropa
- Iberský poloostrov
  - Portugalské království – Šebestián I. (1557–1578)
  - Španělské království – Filip II. (1556–1598)
- Itálie
  - Papež – Pius V.
  - Velkovévodství toskánské – Cosimo I. de' Medici (1569–1574)
  - Savojské vévodství – Emanuel Filibert, (1553–1580)

Západní Evropa
- Francouzské království – Karel IX. (1560–1574)
- Anglické království – Alžběta I. (1558–1603)
- Skotské království – Jakub VI. (1567–1625)

Severní Evropa
- Dánské království – Frederik II. (1559–1588)
- Švédské království – Jan III. (1568–1592)

Střední Evropa
- Svatá říše římská – Maxmilián II. (1564–1576)
  - České království – Maxmilián II. (1564–1576)
  - Arcibiskupství brémské – Jindřich III. (1567–1585)
- Polské knížectví – Zikmund II. August (1548–1572)
- Uherské království – Maxmilián II. x Jan Zikmund Zápolský (1540–1571)

Východní Evropa
- Moldávie – Bohdan (1568–1572)
- Valašsko – Alexandr II. Mircea (1568–1574)

Blízký východ a severní Afrika
- Osmanská říše – Selim II. (1566–1574)
- Marocké království – Abdallah al-Ghalib (1557–1574)

Afrika
- Habešské císařství – Sarsa Dergel (1563–1597)
- Songhajská říše – Askia Daoud (1549–1582)